# Strongylosteus hindenburgi
Strongylosteus hindenburgi è un pesce osseo estinto, appartenente agli acipenseriformi. Visse nel Giurassico inferiore (Toarciano, circa 180 milioni di anni fa) e i suoi resti fossili sono stati ritrovati in Germania.

## Descrizione
Questo pesce possedeva un corpo robusto e allungato, che poteva oltrepassare i tre metri di lunghezza. Il cranio era dotato di uno scudo ben sviluppato, costituito da ossa robuste ornate da granulazioni rivestite da ganoina. Le mascelle, stranamente, erano sprovviste di qualunque tipo di dentatura ed erano anche assenti le costole. La pelle non era rivestita da alcun tipo di squama, e presentava la stessa condizione liscia riscontrata negli attuali pesci spatola (Polyodon spathula). La coda era robusta e fortemente eterocerca. Strongylosteus, inoltre, era sprovvisto di un osso postorbitale, mentre sulla mandibola era presente un profondo solco laterale. L'osso basibranchiale, al contrario degli altri acipenseriformi, era ossificato. Strongylosteus era molto simile, se non identico, a un altro acipenseriforme arcaico, Chondrosteus, di dimensioni minori e vissuto alcuni milioni di anni prima.

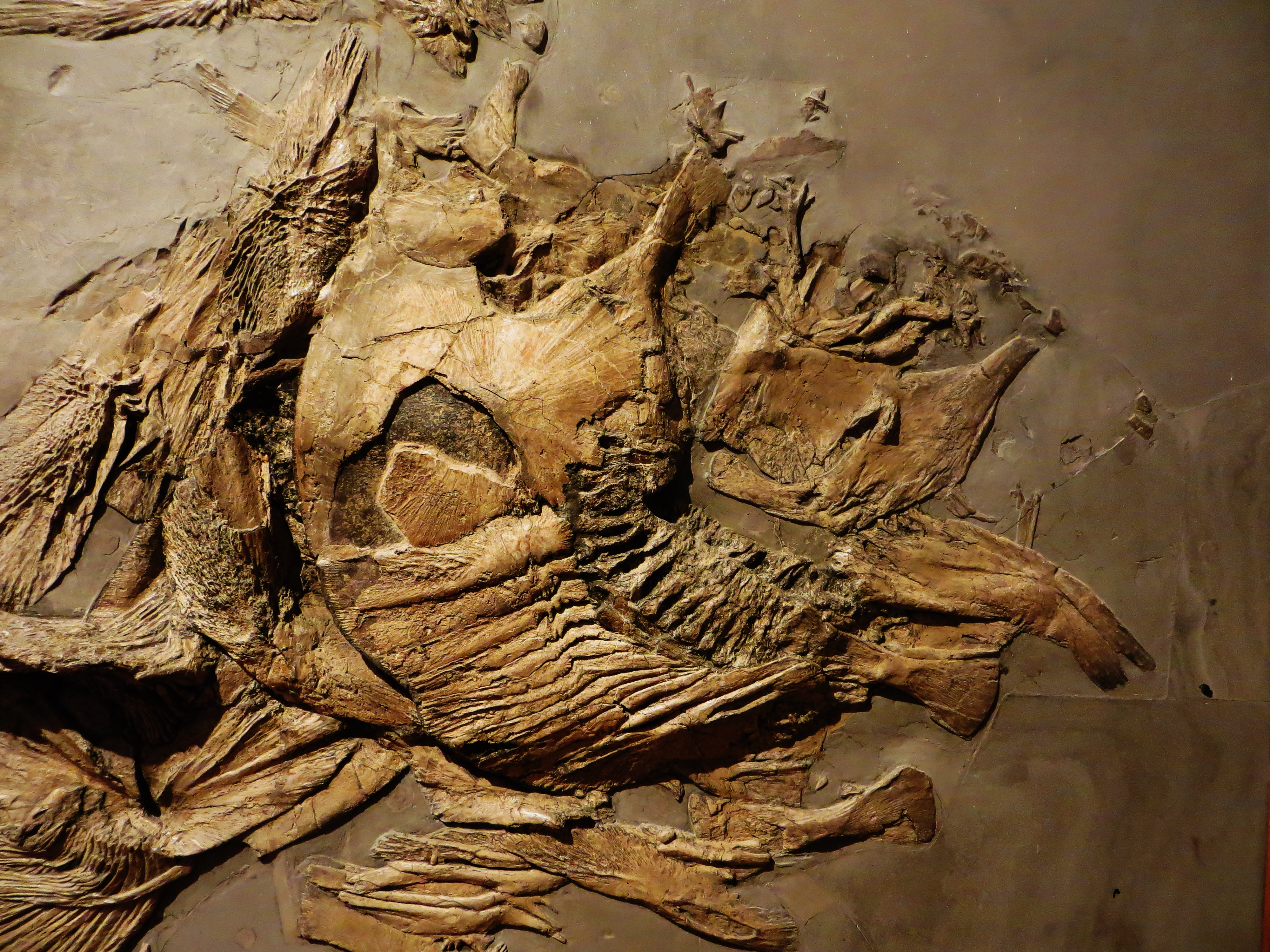
Cranio di Strongylosteus hindenburgi

## Classificazione
I primi fossili di questo animale furono ritrovati nel famoso giacimento di Holzmaden in Germania, e vennero descritti da Pompeckj nel 1914; lo studioso li considerò una nuova specie del genere Chondrosteus (C. hindenburgi). Solo successivamente, nel 1931, Jaeckel istituì per questi fossili il nuovo genere Strongylosteus, sulla base di alcune distinzioni morfologiche. In realtà la classificazione di questi animali non è chiara, e la specie S. hindenburgi potrebbe a tutti gli effetti appartenere al genere Chondrosteus. In ogni caso, Chondrosteus e Strongylosteus sono considerati acipenseriformi basali, ben più arcaici degli attuali storioni, e pertanto ascritti a una famiglia distinta, i Chondrosteidae, che potrebbe includere un altro pesce gigantesco (Gyrosteus).

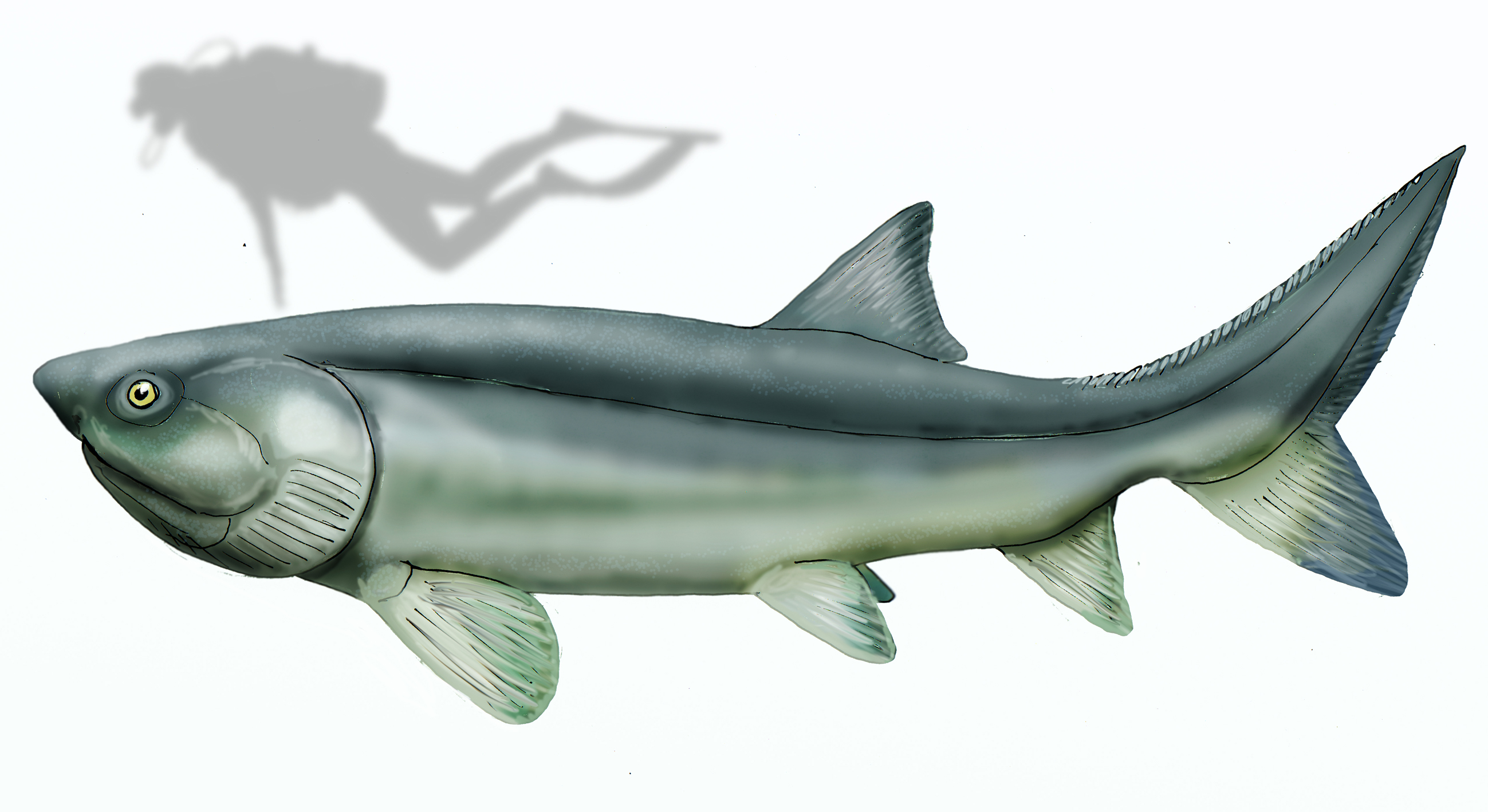
Ricostruzione di Strongylostes hindenburgi